# Abdij van Prüm
De Abdij van Prüm beheerde een tot de Boven-Rijnse Kreits behorend abdijvorstendom binnen het Heilige Roomse Rijk. De benedictijnerabdij in Prüm, tegenwoordig in de Duitse deelstaat Rijnland-Palts, werd in 721 gesticht door Bertrada de Oude samen met haar zoon Charibert van Laon, maar pas in 752 door koning Pepijn de Korte en zijn echtgenote Bertha met de Grote Voet (dochter van diezelfde Charibert en moeder van de latere keizer Karel de Grote) daadwerkelijk opgericht.

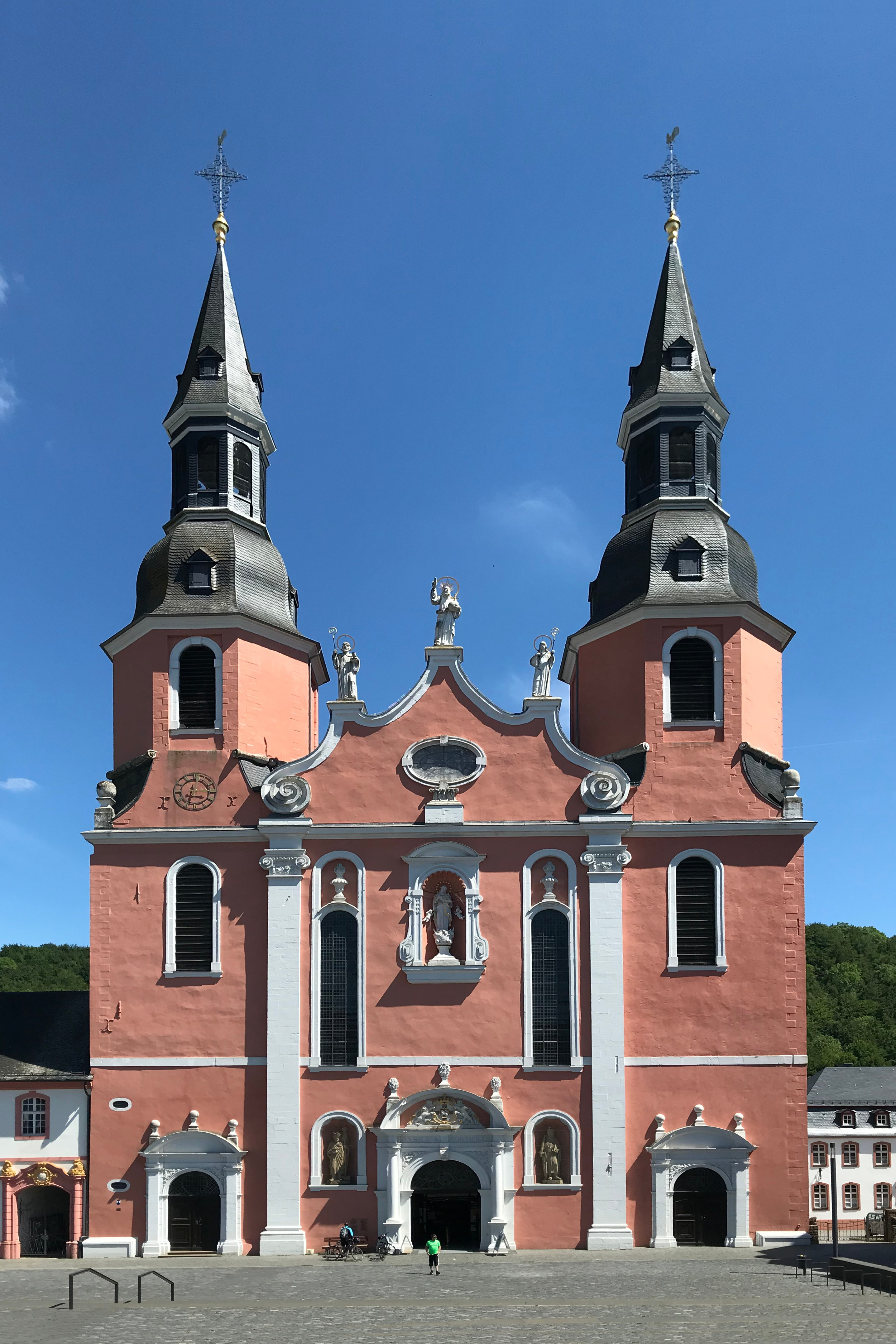
De voormalige abdijkerk Sint-Salvator in Prüm

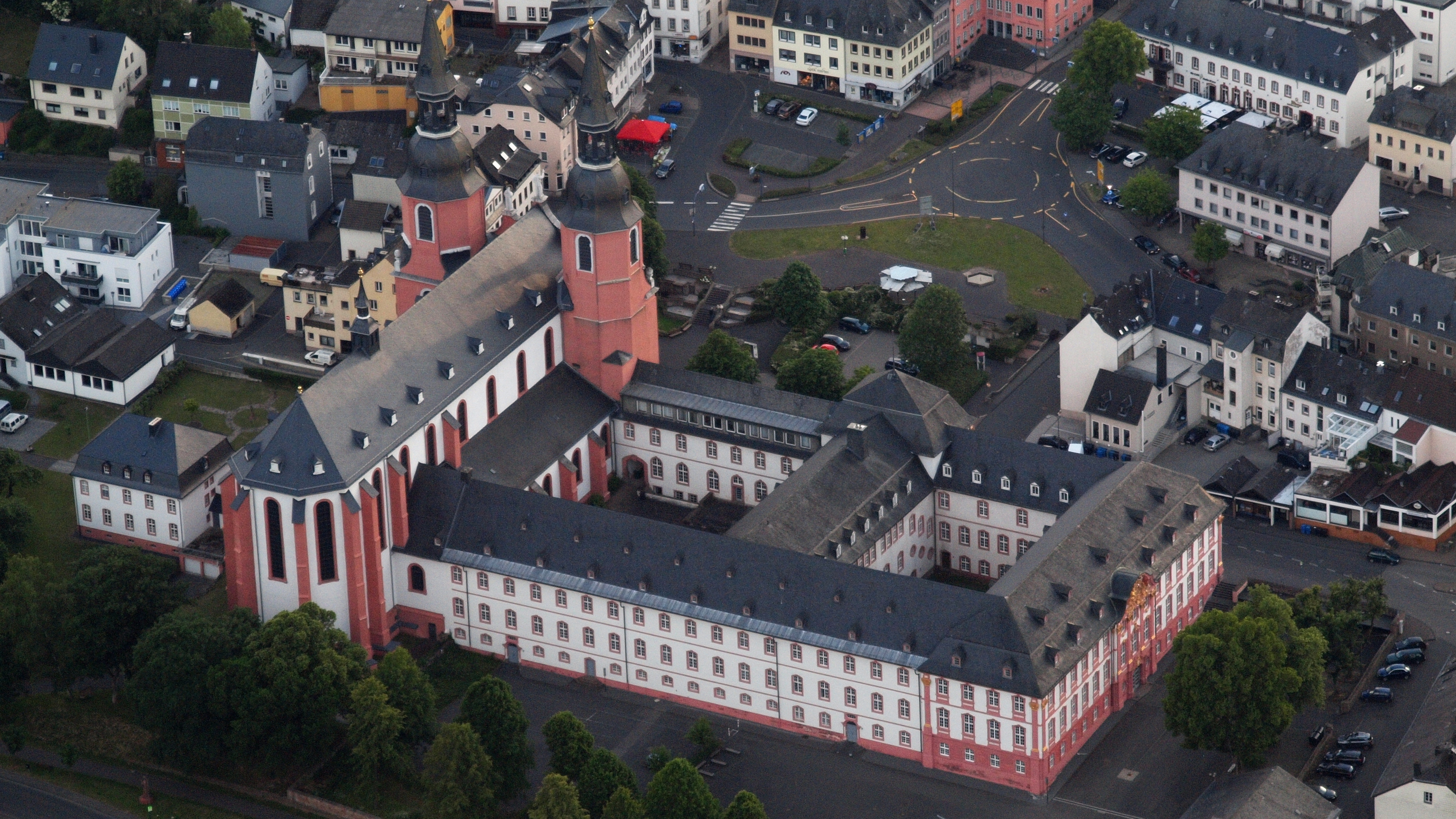
De Abdij van Prüm in een luchtopname uit 2015

De abdij in de Eifel had een uitgestrekt bezit dat tot in Bretagne, de Taunus en de Lage Landen reikte. Ze beschikte over een aantal voogdijen en kloosters in andere plaatsen, om het goederenbeheer te organiseren. Deze bevonden zich met name in het Franse Revin, Güsten bij Gulik, in Münstereifel en Altrip. De in 893 (onder abt Regino van Prüm) ontstane Legger van Prüm bevat voor vele plaatsen de eerste schriftelijke vermelding, waaruit hun bestaan in de 9e en 10e eeuw blijkt.
In de abdij hebben verschillende beroemdheden geleefd, zoals de adviseur van Lodewijk de Vrome, Markward van Prüm en de latere heiligen Ado van Vienne, Ansbald van Prüm en Hungerus Frisius. In Prüm brachten ook de dichter Wandalbert en de geleerde Regino een deel van hun leven door. De abdij was de thuisbasis voor verschillende Karolingen: Karel de Kale werd er als kind enige tijd naartoe verbannen, evenals Pepijn met de Bult, die er na een mislukt complot tegen zijn vader Karel de Grote de laatste achttien jaar van zijn leven doorbracht. Keizer Lotharius I nam er enige tijd zijn toevlucht en liet zich er zes dagen voor zijn dood in september 855 inkleden.

## De eerste Viking-aanval op de Abdij van Prüm
Op Driekoningen, 6 januari, 882 viel een detachement Vikingen, dat volgens de berichten uit ongeveer 300 krijgers bestond, de Abdij van Prüm aan. Deze was op dat moment de grootste Frankische abdij. In de kerk van deze abdij lag keizer Lotharius I begraven. Deze was hier tijdens de onderhandelingen over het Verdrag van Prüm in het jaar 855 overleden. Aan het klooster was, behalve een hospitaal, ook een belangrijke kloosterschool verbonden, waarin de nakomelingen van de Frankische aristocratie werden opgeleid. De abdij herbergde daarnaast een van de grootste bibliotheken van het Frankische rijk. Aan deze bibliotheek was ook een scriptorium verbonden. Naast Aken was de abdij van Prüm het culturele centrum van het Frankische Rijk. Het klooster had uitgebreide bezittingen en meer dan honderd kerken stonden onder direct bestuur van het abdij. Het grondbezit reikte tot diep in het huidige Nederland; ook behoorden de bossen langs de rivier de Moezel tot het klooster.
Een schare van boeren uit de omgeving probeerde zich tegen de indringers teweer te stellen, tevergeefs, want zij werden volledig weggevaagd. Daarop zetten de Vikingen alle gebouwen van het klooster in brand. De abdij brandde tot de grond toe af; volgens Regino van Prüm (882): Omdat er niemand meer leefde die het vuur kon en wou bestrijden. Een van de grootste schatten van het klooster en tevens een van de kostbaarste relikwieën van het christelijke Avondland, de Heilige Sandalen van Christus, konden vóór de aanval van de Vikingen in veiligheid worden gebracht. Van de door eerdere kroniekschrijvers beschreven verzameling van handschriften kon daarentegen maar ongeveer een tiende deel in veiligheid worden gebracht voordat de naderende Vikingen waren gearriveerd. De rest van de verzameling viel ten prooi aan de vlammen.

## Belangrijke data
- 23 juni 721: officiële (eerste) stichting met hulp van de monniken uit Echternach.
- 27 mei 752: feitelijke (tweede) stichting door de benedictijnen uit de Abdij van Saint-Faron bij Meaux. Bij deze gelegenheid werden de relieken van de martelaren Marius, Audifax en Abachum, bekend als de Heilige Drie Heelmeesters, en partikels van de sandalen van Christus, die Pepijn ooit van paus Zacharias ontvangen had, getranslateerd. De abdijkerk werd gewijd aan de Verlosser en heet sindsdien dan ook de Sint-Salvatorkerk van Prüm.
- 799: plechtige inwijding van de abdijkerk, volgens de overlevering in het bijzijn van Karel de Grote en Leo III.
- 855: keizer Lotharius I verordonneerde de verdeling van zijn rijk onder zijn zonen met de deling van Prüm en overleed nog datzelfde jaar.
- 882: eerste inval van de Noormannen, waarbij het klooster werd verwoest.
- 892: tweede inval van de Noormannen, waarop de kloosterlingen naar Dasburg vluchtten.
- 1222: verheffing van abdij tot vorstendom door keizer Frederik II.
- 1576: inlijving van de abdij tegen haar wil in het keurvorstendom Trier. Deze unie werd waarschijnlijk wegens reformatorische tendensen in de abdij al in 1554 op aandringen van de aartsbisschop van Trier bij de paus aangekaart. De laatste abt Christoph van Manderscheid-Kayl overleed in 1576 en Jakob III von Eltz, aartsbisschop van Trier, werd onder protest van de kloosterlingen ingezet als opvolger. Het vorstendom werd vervolgens bestuurd als een hoofdambt. De zetel van de abt op de Rijksdag en Kreitsdag werden voortaan ingenomen door de keurvorst van Trier.
- 1721: kloosterkerk werd in rococo herbouwd.
- 1748: de overige kloostergebouwen werden herbouwd door Andreas Seitz naar plannen van Balthasar Neumann. De bouw werd in maar pas 1912 afgesloten.
- 1794: als gevolg van de seculariseringsmaatregelen van de Fransen werd de abdij opgeheven.
- 1802: de abdijkerk werd een parochiekerk.
- 1815: het Congres van Wenen voegde het gebied van het voormalige abdij-vorstendom bij het koninkrijk Pruisen.
- 1827: Prüm werd zetel van een decanaat.
- 1860: het gebeente van Lotharius I werd samen met de relieken van de heiligen Primus en Felicianus teruggevonden.
- 1874-1875: voor de stoffelijke overschotten werd een nieuw graf gebouwd.
- 1891: stichtten de artsen en apothekers van Prüm een nieuw schrijn voor de relieken van de Heilige Drie Heelmeesters.
- 1896: een nieuw schrijn voor de Heilige Sandalen van Christus werd ingewijd.
- 1927: het barokaltaar uit de karmelietenkerk Sint-Nicolaas in Bad Kreuznach werd naar Prüm gebracht.
- Vanaf 16 september 1944 lag Prüm onder vuur van Amerikaanse soldaten: vooral sinds december 1944 en het Ardennenoffensief werd het klooster zwaar beschadigd.
- Een jaar later, op de kerstavond van 1945, stortte het midden- en rechterzijschip in als gevolg van een bomaanval.
- 1950: de wederopbouw van de kerk werd afgesloten en paus Pius XII verhief de kerk tot basiliek.
- 1952: die van de overige kloostergebouwen werd ook afgerond.

## Relikwieën
- Heilige Sandalen van Christus;
- enkele relieken van de Heilige Drie Heelmeesters.

## Voetnoten
1. 1 2 3  A. Willemsen: Wikinger am Rhein. 800–1000. blz. 109.
2. ↑  Jennifer Striewski: Wikinger am Mittelrhein.